# Unione Sportiva Fiorenzuola 1922 1994-1995
Questa pagina raccoglie le informazioni riguardanti l'Unione Sportiva Fiorenzuola 1922 nelle competizioni ufficiali della stagione 1994-1995.

## Stagione
Nella stagione 1994-1995 il Fiorenzuola disputa il secondo campionato della sua storia di Serie C1, dopo il precedente.
Per la prima volta nella sua storia il Fiorenzuola disputa anche la Coppa Italia grazie al piazzamento finale dell'annata precedente e alla mancata iscrizione al campionato di Pisa e Mantova. In virtù di questa partecipazione i rossoneri sono esentati dalla disputa dei primi due turni di Coppa Italia Serie C, entrando nel tabellone a partire dal terzo turno. In campionato i valdardesi vengono inseriti ancora nel girone A, ritrovando così alcune squadre affrontate l'anno prima.
Dopo due stagioni se ne va l'allenatore Giorgio Veneri, sostituito da Giancarlo D'Astoli che l'anno prima aveva ottenuto una promozione in Serie C2 alla guida del Brescello.
La prima uscita stagionale è il primo turno di Coppa Italia giocato in casa il 21 agosto contro l'Ancona (squadra militante in Serie B), vinto per 3-2 dopo i tempi supplementari grazie ad una doppietta di Clementi e ad una rete di Trapella. Con questa vittoria i rossoneri si conquistano il diritto di disputare il secondo turno contro la Roma. La gara di andata si gioca a Fiorenzuola il 31 agosto e vede i giallorossi imporsi per 3-0 con doppietta di Muzzi e rete di Giannini, mentre la sfida di ritorno, che sancisce l'eliminazione dei rossoneri, si disputata il 22 settembre e vede la vittoria della Roma per 2-1 con reti di Cappioli e Totti e di Bellucci per i rossoneri.

Fiorenzuola-Roma 0-3, secondo turno di Coppa Italia

La prima di campionato si gioca il 28 agosto con il Fiorenzuola che pareggia per 1-1 in casa dell'Ospitaletto con rete valdardese di Bellucci. La partenza dei rossoneri è un po' stentata con cinque punti nelle prime cinque partite, poi dalla sesta all'undicesima giornata i rossoneri restano imbattuti totalizzando quattro vittorie e due pareggi. Nonostante tre sconfitte consecutive tra la dodicesima e la quattordicesima giornata (contro Carpi, Monza e Spal) i rossoneri chiudono il girone d'andata al quinto posto, alle spalle di Bologna, Spal, Pistoiese e Prato, in zona play-off.
In Coppa Italia Serie C, dopo aver eliminato il Novara (militante in C2) al terzo turno (1-1 in Valdarda e 2-0 in Piemonte) il Fiorenzuola viene eliminato dal Gualdo (militante nel girone B di C1) negli ottavi di finale perdendo 2-0 la sfida in Umbria dopo aver vinto 1-0 la gara casalinga con rete di Clementi.
Nel girone di ritorno, complici i cali di Spal e Prato, che a fine stagione non raggiungeranno la zona play-off, il Fiorenzuola riesce a guadagnare alcune posizioni arrivando a lottare per il secondo posto alle spalle del Bologna con Pistoiese, Monza, Ravenna e Spal. Alla vigilia dell'ultima giornata i valdardesi occupano la seconda posizione in classifica con 57 punti davanti a Pistoiese e Ravenna (56), Spal (55) e Monza (54). Nell'ultima giornata, il 28 maggio, il Fiorenzuola pareggia 3-3 con l'Alessandria, venendo così superato dalla Pistoiese, vincente per 1-0 sulla Spal, che resta così fuori dai play-off, ma conservando la terza posizione grazie al pareggio 0-0 del Ravenna con la Pro Sesto.
Nelle semifinali play-off il Fiorenzuola si scontra con il Monza, giunto quarto, l'andata si gioca l'11 giugno allo Stadio Brianteo e vede la vittoria dei monzesi per 1-0 con rete di Guidoni. Il risultato viene uguagliato il 18 giugno a Fiorenzuola con i rossoneri che si impongono con lo stesso punteggio grazie ad un rigore di Serioli e accedono alla finale grazie al miglior piazzamento ottenuto in regular season.
La finale play-off va in scena allo Stadio Dall'Ara di Bologna il 25 giugno contro la Pistoiese, reduce dall'eliminazione del Ravenna in semifinale, dopo un inizio di marca toscana che culmina in un'occasione non sfruttata al tredicesimo minuto dal futuro rossonero Achille Mazzoleni, il Fiorenzuola diventa via via più pericoloso obbligando il portiere Pagotto a diversi interventi per salvare il risultato. Nel secondo tempo la Pistoiese resta in inferiorità numerica a causa dell'espulsione del terzino Gutili, reo di aver colpito con un pugno Crippa a gioco fermo. Nonostante questo il risultato resta sullo 0-0 costringendo le due squadre ai tempi supplementari. Nel primo tempo supplementare si rende pericoloso Bottazzi che prima impegna Pagotto su punizione e poi colpisce un palo. Anche nel secondo tempo supplementare si assiste ad un predominio dei valdardesi che però non riescono a concretizzare la loro supremazia. La partita termina quindi a reti inviolate e si ricorre ai calci di rigore per stabilire la vincente. Il primo rigore della Pistoiese viene segnato da Zanini, mentre il primo rigore rossonero, tirato da Clementi, è neutralizzato da Pagotto. La parità viene subito ristabilita grazie alla parata di Rubini su Mignani e alla rete di Trapella. Nei due successivi turni segnano tutti, si arriva così al quinto rigore della serie sul 3-3. Per la Pistoiese batte Russo che segna, per il Fiorenzuola tira Bottazzi che colpisce la traversa sancendo la vittoria per 4-3 dei toscani che tornano in Serie B dopo undici stagioni.
A fine stagione i giocatori più presente sono Rubini, Vecchi e Clementi con 34 presenze in campionato, quest'ultimo è anche capocannoniere della Serie C1 con 22 reti.

## Organigramma societario
Area direttiva
- Presidente: Antonio Villa
- Vicepresidente: Roberto Bricchi
- Segretario: Angelo Gardella

Area tecnica
- Direttore sportivo: Riccardo Francani
- Allenatore: Giancarlo D'Astoli
- Allenatore in seconda: Paolo Guarnieri

Area sanitaria
- Medico sociale: Giovanni Tamarri
- Massaggiatore: Corrado Gatti

## Rosa
Sono in corsivo i giocatori che hanno lasciato la società durante la stagione.
| N. |                      | Ruolo | Calciatore              |
| -- | -------------------- | ----- | ----------------------- |
|    | Argentina (bandiera) | P     | Hugo Rubini             |
|    | Italia (bandiera)    | P     | Roberto Serena          |
|    | Italia (bandiera)    | D     | Rocco Crippa (capitano) |
|    | Italia (bandiera)    | D     | Andrea Da Rold          |
|    | Italia (bandiera)    | D     | Paolo Foglio            |
|    | Italia (bandiera)    | D     | Roberto Galletti        |
|    | Italia (bandiera)    | D     | Andrea Gorrini          |
|    | Italia (bandiera)    | D     | Luigi Martinelli        |
|    | Italia (bandiera)    | D     | Stefano Perini          |
|    | Italia (bandiera)    | D     | Daniel Terrera          |
|    | Italia (bandiera)    | C     | Andrea Bottazzi         |

| N. |                   | Ruolo | Calciatore         |
| -- | ----------------- | ----- | ------------------ |
|    | Italia (bandiera) | C     | Emiliano Centanni  |
|    | Italia (bandiera) | C     | Andrea Mazzaferro  |
|    | Italia (bandiera) | C     | Omar Milanetto     |
|    | Italia (bandiera) | C     | Cristiano Scazzola |
|    | Italia (bandiera) | C     | Cristian Trapella  |
|    | Italia (bandiera) | C     | Stefano Vecchi     |
|    | Italia (bandiera) | A     | Claudio Bellucci   |
|    | Italia (bandiera) | A     | Claudio Clementi   |
|    | Italia (bandiera) | A     | Claudio Nitti      |
|    | Italia (bandiera) | A     | Gianfranco Serioli |

## Calciomercato

### Sessione estiva
I nuovi arrivati in rossonero durante la sessione estiva del calciomercato sono il difensore Foglio in prestito dall'Atalanta, il difensore Galletti e l'attaccante Serioli dall'Alessandria, il difensore Martinelli dal Barletta, il difensore Perini e l'attaccante Clementi dal Mantova, il centrocampista Milanetto e il difensore Terrera, quest'ultimo in prestito, dalla Juventus, il centrocampista Centanni dal Fano, il centrocampista Scazzola dallo Spezia e l'attaccante Bellucci in prestito dalla Sampdoria. Viene infine riscattato il centrocampista Vecchi dall'Inter.
Lasciano la squadra Poloni e Viali che tornano all'Atalanta per fine prestito, stessa cosa fanno Paratici, Pellegrini e Putelli che tornano rispettivamente al Piacenza, al Modena e al Padova. Se ne vanno poi Dondo al Livorno, Maretti al Lecco, Roda alla Pro Vercelli, Antonello al Fano, Mannari al Siena, Nistri al Collecchio, Pedriali alla Sassolese S. Giorgio e Rossi al Como.
| Acquisti | Acquisti           | Acquisti    | Acquisti                   |
| R.       | Nome               | da          | Modalità                   |
| -------- | ------------------ | ----------- | -------------------------- |
| D        | Paolo Foglio       | Atalanta    | prestito                   |
| D        | Roberto Galletti   | Alessandria |                            |
| D        | Luigi Martinelli   | Barletta    |                            |
| D        | Stefano Perini     | Mantova     |                            |
| D        | Daniel Terrera     | Juventus    | prestito                   |
| C        | Emiliano Centanni  | Fano        |                            |
| C        | Omar Milanetto     | Juventus    |                            |
| C        | Cristiano Scazzola | Spezia      |                            |
| C        | Stefano Vecchi     | Inter       | riscatto compartecipazione |
| A        | Claudio Bellucci   | Sampdoria   | prestito                   |
| A        | Claudio Clementi   | Mantova     |                            |
| A        | Gianfranco Serioli | Alessandria |                            |

| Cessioni | Cessioni           | Cessioni            | Cessioni      |
| R.       | Nome               | a                   | Modalità      |
| -------- | ------------------ | ------------------- | ------------- |
| D        | Luciano Dondo      | Livorno             |               |
| D        | Claudio Maretti    | Lecco               |               |
| D        | Fabio Paratici     | Piacenza            | fine prestito |
| D        | Fabrizio Roda      | Pro Vercelli        |               |
| D        | William Viali      | Atalanta            | fine prestito |
| C        | Walter Antonello   | Fano                |               |
| C        | Massimo Pellegrini | Modena              | fine prestito |
| C        | Mirco Poloni       | Atalanta            | fine prestito |
| A        | Graziano Mannari   | Siena               |               |
| A        | Gianluca Nistri    | Collecchio          |               |
| A        | Massimo Pedriali   | Sassolese S.Giorgio |               |
| A        | Roberto Putelli    | Padova              | fine prestito |
| A        | Giovanni Rossi     | Como                |               |

### Sessione autunnale
Nella sessione autunnale se ne va Bellucci, richiamato dalla Sampdoria per sostituire l'infortunato Bertarelli, mentre vengono acquistati il centrocampista Bottazzi dal Venezia e, proprio per sostituire Bellucci, l'attaccante Nitti dal Carpi.
| Acquisti | Acquisti        | Acquisti | Acquisti |
| R.       | Nome            | da       | Modalità |
| -------- | --------------- | -------- | -------- |
| C        | Andrea Bottazzi | Venezia  |          |
| A        | Claudio Nitti   | Carpi    |          |

| Cessioni | Cessioni         | Cessioni  | Cessioni      |
| R.       | Nome             | a         | Modalità      |
| -------- | ---------------- | --------- | ------------- |
| A        | Claudio Bellucci | Sampdoria | fine prestito |

## Risultati

### Campionato

#### Girone di andata
| 28 agosto 1994 1ª giornata | Ospitaletto | 1 – 1 | Fiorenzuola |  |

| 4 settembre 1994 2ª giornata | Fiorenzuola | 0 – 0 | Prato |  |

| 11 settembre 1994 3ª giornata | Ravenna | 1 – 0 | Fiorenzuola |  |

| 18 settembre 1994 4ª giornata | Fiorenzuola | 4 – 1 | Carrarese |  |

| 25 settembre 1994 5ª giornata | Bologna | 2 – 1 | Fiorenzuola |  |

| 2 ottobre 1994 6ª giornata | Fiorenzuola | 3 – 1 | Pro Sesto |  |

| 9 ottobre 1994 7ª giornata | Massese | 1 – 2 | Fiorenzuola |  |

| 16 ottobre 1994 8ª giornata | Fiorenzuola | 1 – 0 | Spezia |  |

| 23 ottobre 1994 9ª giornata | Fiorenzuola | 0 – 0 | Crevalcore |  |

| 6 novembre 1994 10ª giornata | Palazzolo | 0 – 1 | Fiorenzuola |  |

| 13 novembre 1994 11ª giornata | Fiorenzuola | 1 – 1 | Pistoiese |  |

| 20 novembre 1994 12ª giornata | Carpi | 2 – 0 | Fiorenzuola |  |

| 27 novembre 1994 13ª giornata | Monza | 2 – 0 | Fiorenzuola |  |

| 4 dicembre 1994 14ª giornata | Fiorenzuola | 0 – 1 | SPAL |  |

| 11 dicembre 1994 15ª giornata | Modena | 0 – 2 | Fiorenzuola |  |

| 18 dicembre 1994 16ª giornata | Fiorenzuola | 1 – 0 | Leffe |  |

| 30 dicembre 1994 17ª giornata | Alessandria | 1 – 1 | Fiorenzuola |  |

#### Girone di ritorno
| 8 gennaio 1995 18ª giornata | Fiorenzuola | 4 – 0 | Ospitaletto |  |

| 22 gennaio 1995 19ª giornata | Prato | 0 – 1 | Fiorenzuola |  |

| 29 gennaio 1995 20ª giornata | Fiorenzuola | 0 – 1 | Ravenna |  |

| 19 febbraio 1995 21ª giornata | Carrarese | 2 – 0 | Fiorenzuola |  |

| 26 febbraio 1995 22ª giornata | Fiorenzuola | 1 – 1 | Bologna |  |

| 5 marzo 1995 23ª giornata | Pro Sesto | 0 – 1 | Fiorenzuola |  |

| 12 marzo 1995 24ª giornata | Fiorenzuola | 1 – 0 | Massese |  |

| 19 marzo 1995 25ª giornata | Spezia | 1 – 1 | Fiorenzuola |  |

| 26 marzo 1995 26ª giornata | Crevalcore | 1 – 1 | Fiorenzuola |  |

| 2 aprile 1995 27ª giornata | Fiorenzuola | 2 – 0 | Palazzolo |  |

| 9 aprile 1995 28ª giornata | Pistoiese | 2 – 1 | Fiorenzuola |  |

| 23 aprile 1995 29ª giornata | Fiorenzuola | 4 – 1 | Carpi |  |

| 30 aprile 1995 30ª giornata | Fiorenzuola | 3 – 1 | Monza |  |

| 7 maggio 1995 31ª giornata | SPAL | 0 – 2 | Fiorenzuola |  |

| 14 maggio 1995 32ª giornata | Fiorenzuola | 2 – 2 | Modena |  |

| 21 maggio 1995 33ª giornata | Leffe | 0 – 2 | Fiorenzuola |  |

| 28 maggio 1995 34ª giornata | Fiorenzuola | 3 – 3 | Alessandria |  |

## Statistiche

### Statistiche di squadra
| Competizione         | Punti | Totale | Totale | Totale | Totale | Totale | Totale | DR  |
| Competizione         | Punti | G      | V      | N      | P      | Gf     | Gs     | DR  |
| -------------------- | ----- | ------ | ------ | ------ | ------ | ------ | ------ | --- |
| Serie C1             | 58    | 34     | 16     | 10     | 8      | 45     | 28     | +17 |
| Playoff              |       | 3      | 1      | 1      | 1      | 1      | 1      | 0   |
| Coppa Italia         |       | 3      | 1      | 0      | 2      | 4      | 7      | -3  |
| Coppa Italia Serie C |       | 4      | 2      | 1      | 1      | 4      | 3      | +1  |
| Totale               |       | 44     | 20     | 12     | 12     | 54     | 39     | +15 |

### Statistiche dei giocatori
Statistiche giocatori
| Giocatore     | Serie C1 | Serie C1 | Play-off | Play-off | Coppa Italia | Coppa Italia | Coppa Italia Serie C | Coppa Italia Serie C | Totale   | Totale |
| Giocatore     | Presenze | Reti     | Presenze | Reti     | Presenze     | Reti         | Presenze             | Reti                 | Presenze | Reti   |
| ------------- | -------- | -------- | -------- | -------- | ------------ | ------------ | -------------------- | -------------------- | -------- | ------ |
| C. Bellucci   | 7        | 3        | -        | -        | 3            | 1            | -                    | -                    | 10       | 4      |
| A. Bottazzi   | 20       | 3        | 3        | 0        | -            | -            | ?                    | 0                    | 23+      | 3      |
| E. Centanni   | 11       | 1        | 0        | 0        | 2            | 0            | ?                    | 0                    | 13+      | 1      |
| C. Clementi   | 34       | 22       | 3        | 0        | 3            | 2            | ?                    | 2                    | 40+      | 26     |
| R. Crippa     | 21       | 0        | 3        | 0        | 3            | 0            | ?                    | 0                    | 27+      | 0      |
| A. Da Rold    | 30       | 1        | 3        | 0        | 3            | 0            | ?                    | 0                    | 36+      | 1      |
| P. Foglio     | 22       | 0        | 2        | 0        | 2            | 0            | ?                    | 0                    | 26+      | 0      |
| R. Galletti   | 30       | 0        | 3        | 0        | 1            | 0            | ?                    | 0                    | 34+      | 0      |
| A. Gorrini    | 0        | 0        | 0        | 0        | 0            | 0            | ?                    | 0                    | 0+       | 0      |
| L. Martinelli | 16       | 0        | 0        | 0        | 3            | 0            | ?                    | 0                    | 19+      | 0      |
| A. Mazzaferro | 24       | 1        | 2        | 0        | ?            | 0            | ?                    | 1                    | 26+      | 2      |
| O. Milanetto  | 22       | 0        | 2        | 0        | 3            | 0            | ?                    | 0                    | 27+      | 0      |
| C. Nitti      | 23       | 4        | 2        | 0        | -            | -            | ?                    | 1                    | 25+      | 5      |
| S. Perini     | 13       | 0        | 0        | 0        | 1            | 0            | ?                    | 0                    | 14+      | 0      |
| H. Rubini     | 34       | -26      | 3        | -1       | 3            | -8           | ?                    | -?                   | 40+      | -35+   |
| C. Scazzola   | 28       | 2        | 2        | 0        | 2            | 0            | ?                    | 0                    | 32+      | 2      |
| R. Serena     | 1        | -2       | 0        | -0       | 0            | -0           | ?                    | -?                   | 1+       | -2+    |
| G. Serioli    | 19       | 5        | 3        | 1        | 1            | 0            | ?                    | 0                    | 23+      | 6      |
| D. Terrera    | 21       | 0        | 3        | 0        | 3            | 0            | ?                    | 0                    | 27+      | 0      |
| C. Trapella   | 32       | 2        | 3        | 0        | 3            | 1            | ?                    | 0                    | 38+      | 3      |
| S. Vecchi     | 34       | 0        | 3        | 0        | 3            | 0            | ?                    | 0                    | 40+      | 0      |